# Dein Mund verspricht mir Liebe
Dein Mund verspricht mir Liebe ist ein deutscher Spielfilm aus dem Jahre 1954 von Max Neufeld mit Hertha Feiler und Peter Pasetti in den Hauptrollen.

## Handlung
Hella Waldenegg, eine Dame von Welt, ist der festen Überzeugung, dass eine anständige Frau niemals in eine Situation geraten könne, die ihrem Mann Gelegenheit geben könnte, eifersüchtig zu werden. Ihr Gatte Peter sieht dies vollkommen anders, woraufhin es zu einer intensiven Auseinandersetzung zwischen den Eheleuten kommt. Eines Abends folgte Hella einer Einladung auf einen Maskenball. Da ihr Gatte vorgibt, aufgrund einer unverschiebbaren Geschäftssitzung verhindert zu sein, nimmt sie als eine Art Anstandswauwau ihre jüngere Cousine mit. Auch der verwitwete, altehrwürdige Kommerzienrat Röder, Hellas Vater, plant, den Ball zu besuchen. Allerdings nicht nur in Maskierung, sondern auch noch ohne jemandem davon Bescheid zu geben. Seine „sündige“ Begleitung wird die Tänzerin Lola de Fernandez sein, die aber auf der Feier sogleich mit anderen Männern herumpoussiert.
Auf dem Ball erscheint auch der notorische „Don Juan“ Paul Hohenfels, der seine Einladungskarte nicht ohne Hintergedanken von Peter überlassen bekam. Paul macht augenblicklich seinem Ruf als Frauenbetörer alle Ehre und umschwirrt Hella, ohne zu wissen, dass es sich bei ihr um Peters Gattin handelt. Hella versucht ihren eigenen Maximen treu zu bleiben und sich den Flirtereien Pauls zu entziehen. Der aber ist derartig hartnäckig, dass er Hella sogar bis in ihre Wohnung folgt. Hier sieht sich Hella derart bedrängt, dass sie kurzerhand mit ihrer Cousine die Kostümierung tauscht, die wiederum in Paul eine alte Flamme wiedererkennt. Ein versehentlich vom Maskenball mitgenommener Fächer lässt nun später Peter wiederum annehmen, dass Hella ihm auf dem Fest untreu geworden sei. Er sieht damit seine Theorie von der weiblichen Untreue bestätigt. Hella muss erkennen, dass eine falsche Annahme unter bestimmten Voraussetzungen durchaus zum Glauben führen kann, dass eine anständige Frau fremd gegangen sein könnte. Das Ehepaar Waldenegg versöhnt sich daraufhin.

## Produktionsnotizen
Dein Mund verspricht mir Liebe entstand zum Jahresbeginn 1954 in Göttingen (Filmatelier Göttingen u. a.) und wurde am 26. März 1954 in Düsseldorf uraufgeführt. Die Berliner Premiere war am 21. Mai desselben Jahres.
Friedrich Kurth übernahm die Produktionsleitung. Walter Haag entwarf die Filmbauten. Die Kostüme stammen von Alfred Bücken.
Regisseur Neufeld hatte bereits 23 Jahre zuvor denselben Stoff unter dem Titel „Opernredoute“ verfilmt.

## Kritik
Im Lexikon des Internationalen Films heißt es: „Leichte operettenhafte Komödie.“